# 科切里夫
50°21′18″N 29°20′45″E / 50.35500°N 29.34583°E
科切里夫（烏克蘭語：Кочерів）是烏克蘭北部的村莊，隸屬日托米爾州的日托米爾區。該村處於比爾卡河畔，面積3.17平方公里，海拔高度170米，2001年人口815。